# Maxime Brunerie
Maxime Brunerie (21 de mayo de 1977) es el autor de un intento fallido de asesinato contra el entonces Presidente de la República de Francia Jacques Chirac el 14 de julio de 2002 durante el desfile militar conmemorativo de la Revolución Francesa en los Campos Elíseos

## Biografía
Maxime Brunerie, estudiante del Brevet de technicien superieur para convertirse en agente de seguridad, era un militante de extrema derecha habitual hincha del Paris Saint Germain. También ejercía un cargo de responsabilidad en un grupo de [boneheads]] llamado 3B. Tenía la intención de asesinar a Jacques Chirac con el fin de alcanzar la fama (dejó el siguiente mensaje en el foro neonazi Combat 18: «Regardez la télévision dimanche, la star ce sera moi. Mort au ZOG! 88!» / Mirad la tele el domingo, la estrella seré yo. ¡Muerte al ZOG! 88). Tanto el intento de asesinato como el de suicidio fracasaron.
Con la ayuda de una carabina .22 Long Rifle disparó en dirección al coche presidencial pero falló el disparo gracias a otros asistentes que consiguieron desviar la trayectoria de la bala. Más tarde la policía intervino y le detuvo.
Brunerie era simpatizante del grupo Unité Radicale (disuelto a causa del intento de asesinato) y era miembro del Movimiento Nacional Republicano por el que se había presentado candidato a las elecciones locales·. También estuvo asociado al Parti nationaliste français et européen.
También estuvo asociado al Rock Identitaire Français corriente musical patriótica francesa y contribuyó a la difusión de algunos discos en Île-de-France.
Según la Direction centrale des Renseignements généraux Brunerie, insatisfecho, decidió "darle un cambio a la extrema derecha".
Por eso decidió, solo, sin el apoyo ni la aprobación de ninguno de sus compañeros de pasar a la acción. El atraso con sus estudios, algunos problemas graves de salud y la falta de progreso en su carrera política le llevaron a no tener aprecio por su vida y decidió actuar.
Brunerie fue condenado a diez años de prisión tras un examen psiquiátrico.El análisis confirmaba que en realidad no tenía una clara intención de acabar con la vida de Chirac pero quería morir de una forma gloriosa y ser recordado siendo abatido por el Groupe d’Intervention de la Gendarmerie Nationale. En el juicio declaró que Jean-Marie Le Pen hubiera sido un mejor objetivo.
Fue puesto en libertad el 3 de agosto de 2009 de la cárcel Val de Rueil (Eure) tras 7 años de prisión.
Dio una entrevista a Europe 1 en septiembre de 2009.